# Эр-Рукбан
Эр-Рукбан (араб. الركبان‎) — лагерь сирийских беженцев в контролируемом армией США регионе Сирии, прилегающем к северо-восточной границе Иордании. Лагерь возник на сирийско-иорданской границе в 2014 году на фоне Гражданской войны в Сирии и после того, как иорданские власти закрыли границу для покидавших Сирию беженцев из соображений безопасности.
Район лагеря расположен в пределах 55-км «зоны безопасности» американской базы Эт-Танф и в 300 километрах от Дамаска, при этом сам лагерь находится в труднодоступном районе и контролируется антиправительственными вооружёнными формированиями, что привело к тяжёлой гуманитарной ситуации.
По данным ООН, в Эр-Рукбане, где на конец 2018 года находилось 40-50 тысяч человек, процветает насилие и преступность. Спецпосланник генсека ООН по Сирии Стаффан де Мистура в докладе Совету Безопасности сообщал о вербовке беженцев, в том числе детей, в вооружённые отряды оппозиции.

## История
По версии Reuters и Би-би-си, лагерь возник из-за наличия зоны безопасности американской военной базы и пополнялся жителями, бежавшими из обстреливаемых российской авиацией городов в восточной части пустыни Хомс. Рукбан — это совершенно засушливый отдаленный район, в который в 2014 году заселилось небольшое число сирийских беженцев. До 2016 года Иордания принимала беженцев через несколько контрольно-пропускных пунктов вдоль границы с Сирией, и к 2016 году приняла более 1,4 миллиона сирийцев. Вокруг этого конкретного пограничного пункта поселились просители убежища, поскольку Иордания хоть и перекрыла доступ, но позволяла около 50 — 100 человек в день въезжать в страну после строгой проверки; правительство сослалось на опасения по поводу безопасности в отношении информации о наличии скрытых спящих ячеек ИГ.
К середине апреля 2018 года в лагере уже находилось около 50 000 человек; по информации ООН, последний раз помощь из Иордании поступила туда ещё в начале января. Представитель США при ООН заявляла, что гуманитарные колонны могли бы беспрепятственно доставлять помощь в лагерь Рубкан, но задержки связаны с тем, что режим Асада не даёт разрешения на передвижение гуманитарных колонн.
Начало разрешения ситуации с лагерем началось с общения по закрытому каналу связи между начальником российского генштаба Валерием Герасимовым и главой комитета начальников штабов ВС США Джозефом Данфордом летом 2018 года. В письме Герасимова содержались предложения России по разрешению проблем в Сирии и, в частности, проблемы беженцев из лагеря Рукбан.
3 ноября 2018 года российская военная полиция сопроводила гуманитарный конвой ООН, двигавшийся из Дамаска, до 55-километровой зоны безопасности вокруг американской базы. Конвой в составе более 100 транспортных средств с воздуха прикрывали вертолёты ВКС России (2 Ми-8 и один Ми-24). Представители ООН доставили в Эр-Рукбан продукты питания, продовольственные товары, медикаменты, предметы первой необходимости общим весом 450 тонн.
В ноябре 2018 года официальный представитель Минобороны России в целевых группах по прекращению огня и гуманитарной помощи в Женеве Юрий Тарасов заявил, что в Эр-Рукбане содержатся около 50 тыс. человек; он заявил о критической ситуации в лагере, что люди «ютятся в лачугах с выгребными ямами», нет воды и электричества, беженцы не могут получить помощь медиков, а гуманитарные грузы перехватываются боевиками.
15 февраля 2019 года прошла совместная гуманитарная миссия ООН, ЮНИСЕФ и Сирийского Красного Полумесяца (САКП) — самая масштабная подобная операция с начала сирийского кризиса и до того момента; автоколонна составила 133 грузовика. Жители Рукбана несколько месяцев (со времён отправки предыдущей автоколонны в ноябре 2018 года) оставались без гуманитарной помощи. В тот же день официальный представитель Минобороны РФ Игорь Конашенков заявил, что российский Центр по примирению враждующих сторон совместно с правительством Сирии 19 февраля развернёт в районах Джлеб и Джебель-эль-Гураб пункты пропуска для выхода беженцев из лагеря. Минобороны России призвало американское командование и лидеров незаконных вооруженных формирований в зоне «Эт-Танф» «выпустить из Эр-Рукбана хотя бы женщин и детей, насильно удерживаемых боевиками в нечеловеческих условиях».
18 февраля в письменном заявлении заместителя руководителя пресс-службы Госдепартамента США Роберта Палладино было сказано, что США «не препятствуют и не будут препятствовать передвижению каких-либо внутренне перемещённых лиц, желающих покинуть лагерь <и> не будут заставлять кого-либо уйти» из него, а процесс организации выезда необходимо «тесно координировать с соответствующими учреждениями ООН». В заявлении координационных штабов РФ и Сирии по возвращению беженцев от 16 февраля утверждалось, что направляемая в лагерь Эр-Рукбан гуманитарная помощь почти не доходит, оставаясь в руках подконтрольных США боевиков. По данным Всемирной организации здравоохранения, в Эр-Рукбане тогда находилось около 40 тыс. человек, в основном женщины и дети.
19 февраля в населённых пунктах Джлеб и Джебель-эль-Гураб были организованы коридоры для выхода сирийских граждан из лагеря, охраняемые сирийскими армией и службой безопасности совместно с российской военной полицией. Там были развёрнуты отделения встречи, медицинского осмотра, санитарно-эпидемиологической обработки, питания, отдыха, оформления документов, а также пункт материального обеспечения и отправки беженцев к местам проживания. Для размещения прибывших беженцев подготовлены места в лагерях и центрах временного размещения в провинции Риф Дамаск.
1 марта по принятому межведомственными координационными штабами России и Сирии по возвращению беженцев в САР решению в лагере Эр-Рукбан были организованы шесть автобусных колонн для добровольного возвращения жителей лагеря в места постоянного проживания. О решении был проинформирован директор офиса Управления Верховного комиссара ООН по делам беженцев в САР. Американская сторона, однако, отказалась предоставить гарантии безопасности перемещения этих колонн в пределах 55-километровой зоны вокруг американской базы, заявив, что «США поддерживают призыв ООН к решению проблемы Эр-Рукбана на длительной основе в соответствии со стандартами защиты и при координации усилий со всеми заинтересованными сторонами. Однако российские инициативы, осуществляемые в одностороннем порядке, не соответствуют этим стандартам». В экстренном совместном заявлении межведомственных координационных штабов России и Сирии от 6 марта говорилось, что командование группировкой США в зоне Эт-Танф, отказавшись взять на себя ответственность за обеспечение безопасного и беспрепятственного следования автоколонн через контролируемую им 55-километровую зону, фактически сорвало гуманитарную операцию по спасению находящихся в лагере сирийских граждан. В документе говорилось, что ни о каком очередном гуманитарном конвое в лагерь, о необходимости которого заявляли американские военные, не может быть и речи, пока жители лагеря «продолжают удерживаться в заложниках подконтрольными США формированиями». Руководители штабов призвали американскую сторону «перейти от популизма к реальным действиям: освободить незаконно удерживаемых жителей лагеря „Рукбан“, обеспечить их право на свободный (без оплаты) выход к местам постоянного проживания, предоставить гарантии безопасного прохождения гуманитарных автомобильных колонн через незаконно оккупированную зону Эт-Танф», и призвали ООН и САКП предпринять конкретные шаги, а не ограничиваться заявлениями об обеспокоенности судьбой беженцев: по их словам, «никакие гуманитарные конвои с продовольствием не способны решить сложившуюся гуманитарную катастрофу в „Рукбане“. Только его полная ликвидация может прекратить страдания находящихся там не по своей воле сирийцев».
По подсчётам ООН, на 18 апреля в лагере оставалось около 35 тысяч беженцев; по их данным, к тому моменту лагерь покинули 4,3 тысячи человек. По заявлению ООН, в середине мая они пытались получить разрешение на доставку третьей партии гуманитарной помощи в Рукбан, а также добиться поставок продовольствия и топлива по коммерческой линии.
22 мая заместитель губернатора провинции Хомс Амель Халиль заявил, что сирийское правительство создало в провинции пять центров временного размещения, в которых вышедшие из лагеря Эр-Рукбан беженцы получат воду, еду, медицинское обслуживание и жилье до тех пор, пока им не предоставят новое постоянное место жительства. По словам Координатора чрезвычайной помощи ООН Урсулы Мюллер, к 28 мая за прошедшие два месяца более 13 тысяч человек покинули лагерь. Исполняющий обязанности Постоянного представителя США при ООН Джонатан Коэн обвинил режим Башара Асада в страданиях мирных сирийцев, в том числе находящихся в лагере Рукбан; по его словам, сирйиские власти препятствуют доставке гуманитарной помощи: «Мало того, что режим Асада не позволяет гуманитарным колоннам ООН проехать в Рукбан, при военной поддержке со стороны России он создал кольцо блокады вокруг лагеря, препятствуя доставке коммерческих товаров». В свою очередь замминистра иностранных дел России Сергей Вершинин заявил о необходимости завершить расселение жителей Рукбана, чему, по его словам, препятствуют боевики «Магавир Ас-Саура».
По заявлению российской армии, на 10 июня 2019 года сирийское правительство при поддержке российских сил обеспечило переезд в центры временного приёма в провинциях Хомс и Дамаск для получения необходимой гуманитарной и медицинской помощи более чем 13,5 тыс. беженцев, из которых им предоставлялась возможность убыть к избранному месту жительства. В то же время в докладе Amnesty International говорилось о применении насилия в отношении беженцев, которые вернулись на контролируемую сирийским правительством территорию из Рукбана. На тот момент в лагере Рукбан всё ещё оставалось около 29 тысяч человек, большинство из которых — женщины и дети.
По подсчётам ООН, на конец июня в Эр-Рубкане оставалось около 27 тысяч беженцев; ООН заявляла, что пока не может добиться разрешения на доставку в лагерь гуманитарных грузов. Ранее ООН заявляли, что власти Сирии ещё в мае отказали им в доступе в лагерь.
В июле 2019 года спецпредставитель США по Сирии Джеймс Джеффри заявил, что США не намерены организовывать поставки продовольствия и медикаментов людям, содержащимся в лагере Эр-Рукбан: «Если мы будем кормить их, это будет выглядеть так, будто мы хотим остаться там [в Сирии] навсегда, а для них могут иметься другие возможности, например, в северо-восточной или северо-западной части страны… Мы не можем брать на себя обязательства на долгосрочной основе присутствовать в Эт-Танфе или где-либо ещё в Сирии». К концу июля, по подсчётам ведущей сирийской исследовательской группы по вопросам политики Etana, в лагере оставалось около 11 тысяч человек; по мнению представителей этой группы, режим Асада и союзный ему российский режим продолжают применять стратегию голодной блокады, принуждая беженцев сдаться и покинуть лагерь. При этом жители лагеря обвиняли США, Иорданию и ООН в том, что те их бросили и не прилагают достаточных усилий для их защиты; в то же время около 6000-7000 человек заявляли, что из-за боязни режима Асада останутся в лагере «до последнего вздоха», рассматривая единственным возможным вариантом эвакуацию в последний оставшийся анклав оппозиции на северо-западе Сирии.
К середине сентября, по подсчётам ООН, в лагере оставалось около 15 тысяч беженцев; ООН сообщали, что 11 сентября смогли доставить в лагерь гуманитарную помощь, а также начали планировать операцию по перемещению 6 тысяч жителей лагеря.
По сообщению пресс-службы ООН от 29 января 2020 года, за последние несколько месяцев из лагеря удалось вывезти почти 20 тысяч беженцев; о своём желании уехать сообщали ещё несколько тысяч человек.
13 апреля 2022 г. заместитель постоянного представителя РФ при ООН Геннадий Кузьмин на заседании Совета Безопасности всемирной организации по предотвращению сексуального насилия в ходе конфликтов заявил, что тысячи людей подвергаются насилию в контролируемых США лагерях на территории Сирии.

## Использование в целях пропаганды
Фактчекинговые издания Stopfake и EU vs Disinfo приводили ситуацию вокруг лагеря «Эр-Рукбан» как яркий пример развития российской пропаганды в ходе Сирийской войны. Особо были отмечены следующие ложные тезисы:
- США якобы удерживают беженцев в роли живого щита.
- При этом беженцы якобы должны заплатить 1500 долларов за побег.
- Лагерь якобы похож на Освенцим.